# L.L.L.
「L.L.L.」（エル・エル・エル）は、Tom-H@ck を中心とする日本の音楽ユニット、MYTH & ROID（ミス アンド ロイド）のデビューシングルである。2015年8月26日にメディアファクトリーから発売された。

## 概要
表題曲はタイアップのテレビアニメ『オーバーロード』第1期のエンディングテーマである。タイトルの由来は《鎖でつながれた（Leashed）輝く（Luminous）愛（Love）》の略であり、歌詞とあわせて作中の主要登場人物の1人であるアルベドの狂気的な愛を表現している。
『オーバーロード』は当初、Tom-H@ckと大石昌良のユニットOxTによるオープニングテーマのみ決定していたが、原作を読んだ Tom-H@ckがMYTH ＆ ROIDのデビューにうってつけだと考え、KADOKAWAに掛け合ったことでエンディングテーマを担当することになった。Tom-H@ckはアルベドを歌った曲を作り、それをMayu（初代ヴォーカル。2019年に前島麻由名義でソロデビュー）が歌うことによって、当時模索していたMayuのパワフルかつ艶のある歌声にカリスマ性を与えることができると考えた。激しい曲調で、執拗に韻を踏み、Mayuの声質も激しく変化する。Mayuは表題曲について狂気と愛の2つを共存させ、かつMYTH ＆ ROIDのサウンドに落とし込むことに重きを置いたと語っているが、両者を同時に表現することに苦労したとも語っている。これに対してカップリング曲「The first ending」はMYTH & ROIDの音楽の幅を知ってもらうという狙いから、「L.L.L.」とは全く雰囲気の異なる曲となっている。
作詞・作曲はMYTH & ROID名義となっているが、実際はそれぞれhotaruとTom-H@ckが担当している。この点についてMayuは、長期的な視点から担当を固定せずに活動していきたいと思っているので、ユニット名義で記載することにしたと語っている。
オープニングテーマ『Clattanoia』と同時リリースされ、iTunesのジャンル別ランキングでそれぞれ1位と2位を独占し、ネット上では「L.L.L.」の空耳も流行することとなった。なお公式サイトでは和訳歌詞を公開している。

## 収録曲
| 全作詞・作曲・編曲: MYTH & ROID。 |                                                               |             |             |      |
| #                                 | タイトル                                                      | 作詞        | 作曲・編曲  | 時間 |
| 1.                                | 「L.L.L.」(テレビアニメ『オーバーロード』第1シリーズEDテーマ) | MYTH & ROID | MYTH & ROID | 3:36 |
| 2.                                | 「The first ending」                                          | MYTH & ROID | MYTH & ROID | 4:25 |
| 3.                                | 「L.L.L. (instrumental)」                                     | MYTH & ROID | MYTH & ROID | 3:35 |
| 4.                                | 「The first ending (instrumental)」                           | MYTH & ROID | MYTH & ROID | 4:23 |
| 合計時間:                         | 合計時間:                                                     | 15:59       |             |      |

## 収録アルバム
| 曲名   | アルバム  | 発売日        | 備考               |
| ------ | --------- | ------------- | ------------------ |
| L.L.L. | 『eYe's』 | 2017年4月26日 | オリジナルアルバム |